# Wide-Eye
Wide Eye est une série télévisée d'animation britannique en 26 épisodes de 10 minutes produits par King Rollo Films, Abbey Home Media et CBBC et diffusée entre le 29 septembre 2003 et le 20 octobre 2004 sur CBBC.
Cette série est inédite dans tous les pays francophones.

## Synopsis
Little Hoot, le bébé chouette adorable, et sa meilleure amie Flea sont les stars de l'aventure de la forêt magique de Natterjack.